# União Desportiva Sousense
El UD Sousense es un equipo de fútbol de Portugal que juega en la Primera División de Oporto, la cuarta liga de fútbol más importante del país.

## Historia
Fue fundado el 1 de diciembre de 1937 en la ciudad de Foz de Sousa de Gondomar en el Distrito de Oporto y está afiliado a la Asociación de Fútbol de Oporto, por lo que puede jugar en la Copa de Oporto y han participado en la Copa de Portugal pocas veces. Nunca han jugado en la Primeira Liga.

## Palmarés
- Segunda División de Oporto: 1

2009/10
- Tercera División de Oporto: 1

2006/07

## Jugadores

### Jugadores destacados
- Richard Gomes
- Rui Norinho
- Filipe Cândido